# Mezen' (città)
Mezen' (in russo Мезень?, talvolta anche Mezen) è una città della Russia, situata nell'Oblast' di Arcangelo, alla foce del fiume Mezen nel Mar Bianco.

## Altri nomi
- circa 1516 - 1780 Okladnikova Slobodka in russo Окладникова Слободка?
- dal 1780 Okladnikova Slobodka si unì con vicina Kuznezova Slobodka in russo Кузнецова Слободка? trasformandosi nella città di Mezen'.

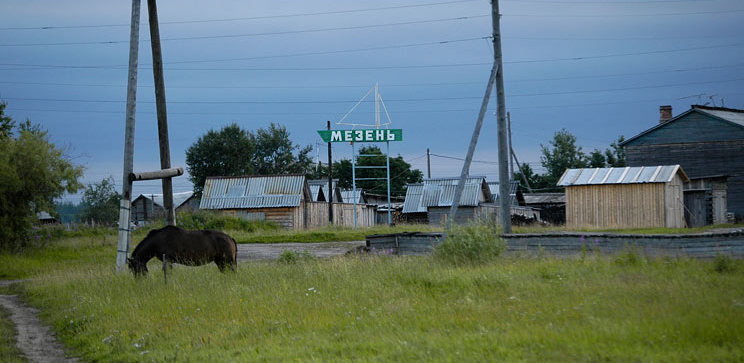
Mezen

## Società

### Evoluzione demografica
- 1780 - 1 500 abitanti[1]
- 1897 - 2 000 abitanti[2]
- 1926 -	2 900 abitanti
- 1939 -	3 900 abitanti
- 1959 -	4 100 abitanti
- 1970 -	4 200 abitanti
- 1979 -	4 800 abitanti
- 1989 -	5 000 abitanti
- 1992 -	5 100 abitanti
- 2001 -	4 500 abitanti
- 2007 -	3 800 abitanti

## Arte

### La pittura popolare di Mezen'
La Pittura Popolare di Mezen' con un ornamento singolare si sviluppò nel secolo XVIII.
Nei secoli la pittura di Mezen' ha acquisito la sua originale simbologia dovuta alla tradizione popolare del Nord della Russia e alla religione pagana.

### Simbologia della pittura di Mezen'
Nella simbologia di Mezen' si distinguono 4 principali gruppi dei simboli: 1) i simboli del cielo e del sole, 2) i simboli della terra e delle piante, 3) i simboli delle forze della natura,  i simboli del cielo e dei fenomeni atmosferici (pioggia, uragano, etc.)
Il simbolo più noto della Pittura Popolare di Mezen' è il cavallo che significa l'alba nell'antica cultura slava nei popoli del Nord della Russia.

### Tecnica della pittura di Mezen'
L'altra caratteristica della Pittura di Mezen' è che per pitturare si utilizzano principalmente dei bastoncini di legno chiamati "tiska" (in cirillico: тискa) oppure delle penne di Gallo cedrone. La Pittura di Mezen' utilizza solo due colori: il nero e il rosso.

### Il presente
Negli anni sessanta del XX secolo la Pittura Popolare di Mezen' diventò un'industria artigianale vera e propria trasformandosi in una Fabbrica Belomorskie Uzory organizzata dai maestri della pittura.

## Cultura

### Museo Storico Folcloristico
Nell città c'è un Museo Storico Folcloristico fondato il 18 gennaio 1980. L'interesse principale del Museo è la storia del Nord della Russia e dello sviluppo della Siberia da parte dei Pomori di Mezen' (la popolazione locale)

## Trasporto

### Aereo
La città di Mezen' è inoltre servita dall'Aeroporto di Mezen' (ICAO: ULAE), nonostante le dimensioni e il numero ridotto dei suoi abitanti. L'aeroporto serve la città principalmente d'estate quando sono impossibili i collegamenti con il trasporto automobilistico, infatti la città è collegata con il capoluogo dell'Oblast' con una strada solo d'inverno che in russo si chiama zimnik (la strada invernale di ghiaccio).

### Nave
A 7 chilometri dalla città nella località Kamenka si trova il porto navale di Mezen'.